# Millegrobbe
La Millegrobbe è una competizione internazionale di sci di fondo che prende il nome dall'omonima località sita sul settore nord-occidentale dell'altopiano dei Sette Comuni, nel territorio trentino di Luserna.

## Localizzazione
Consiste in una competizione di due giorni che ha come fulcro malga Millegrobbe e arriva fino ai pascoli di Passo Vezzena. È caratterizzata da percorsi privi di rampe troppo impegnative e da ambienti con vedute ampie.

## Storia
Nata nel 1977, si svolge ogni anno nel terzo weekend di gennaio.
Originariamente la gara si svolgeva su tre tappe (di cui una in tecnica classica) con partenza in linea e somma finale dei tempi, ciascuna sulla distanza di 30 chilometri. Nel 2008 per mancanza di neve una tappa in tecnica libera è stata sostituita con una cronoscalata lungo una pista per lo sci alpino, mentre nel 2009 si è gareggiato su due tappe, la prima in tecnica classica e la seconda in tecnica libera, con la possibilità di gareggiare solo in una singola gara o per la somma dei tempi. Tale formula è stata riproposta anche per l'edizione 2010.

## Formula
La classifica è stilata in base alla somma dei tempi ottenuti in ognuna delle due frazioni, con la possibilità per i meno allenati di partecipare solamente ad una delle tappe in programma.

## Albo d'oro
Nell'albo d'oro della manifestazione spiccano i nomi di Maurilio De Zolt, Marco Cattaneo e Pierluigi Costantin al maschile, mentre al femminile ci sono quelli delle italiane Manuela Di Centa e Maria Canins, dell'estone Kristina Šmigun-Vähi e della russa Julija Čepalova.